# Małgorzata Bogajewska
Małgorzata Bogajewska (ur. 20 września 1975 w Poznaniu) – polska reżyserka teatralna. Od 2016 dyrektor Teatru Ludowego w Krakowie.

## Życiorys
Studiowała prawo na Uniwersytecie im. Adama Mickiewicza w Poznaniu, aktorstwo w poznańskiej Akademii Sztuk Wizualnych oraz scenopisarstwo na Camerimage Film School w Toruniu. Jest absolwentką Wydziału Reżyserii Dramatu w Akademii Teatralnej im. Aleksandra Zelwerowicza w Warszawie (2002). W latach 2004–2006 pełniła funkcję dyrektora artystycznego Sceny Dramatycznej Teatru im. C. K. Norwida w Jeleniej Górze.

## Spektakle
- Powrót – Jerzy Łukosz, Lubuski Teatr im. L. Kruczkowskiego w Zielonej Górze, Zielona Góra, 2001;
- Prawdziwa historia głupiego Jasia – Radosław Figura, Teatr Powszechny im. Jana Kochanowskiego w Radomiu, Radom, 2002;
- Przygody Pędrka Wyrzutka – Stefan Themerson, Teatr Powszechny im. Jana Kochanowskiego, Radom, 2003;
- Opowieści o zwyczajnym szaleństwie – Petr Zelenka, Lubuski Teatr im. L. Kruczkowskiego, Zielona Góra, 2003;
- Testosteron – Andrzej Saramonowicz, Teatr im. C. K. Norwida, Jelenia Góra, 2003;
- Tlen  – Iwan Wyrypajew, Teatr Powszechny w Warszawie, Warszawa, 2003;
- Koronacja – Marek Modzelewski, Lubuski Teatr im. L. Kruczkowskiego, Zielona Góra, 2004;
- Jednocześnie – Jewgienij Griszkowiec, przedstawienie impresaryjne, 2004;
- Sinobrody nadzieja kobiet – Dea Loher, Teatr Dramatyczny im. Jana Kochanowskiego w Opolu, Opole, 2004;
- Testament psa- Dea Loher, Teatr Polski w Bydgoszczy, Bydgoszcz, 2005;
- Czerwone nosy – Peter Barnes, Teatr im. C. K. Norwida, Jelenia Góra, 2005;
- Dotyk – Marek Modzelewski, Teatr Powszechny w Warszawie, Warszawa, 2005;
- Miasteczko, w którym czas się zatrzymał  – Bohumil Hrabal, Teatr Powszechny w Łodzi, Łódź, 2006;
- Espresso – Lucia Frangione, Teatr im. C. K. Norwida, Jelenia Góra, 2006;
- Osaczeni – Władimir Zujew, Teatr im. Stefana Jaracza w Łodzi, Łódź, 2007;
- Daily Soup – Amanita Muskaria, Teatr Narodowy, Warszawa, 2007;
- Językami mówić będą – Andrew Bovell, Teatr Powszechny im. Zygmunta Hübnera, Warszawa, 2008;
- Zszywanie – Anthony Neilson, Teatr im. Stefana Jaracza, Łódź, 2008;
- Hamlet – William Szekspir, Teatr im. Wilama Horzycy w Toruniu, Toruń, 2008;
- Bramy raju – Jerzy Andrzejewski, Teatr im. Stefana Jaracza, Łódź, 2009;
- Plastelina – Wasilij Sigariew, Teatr Studyjny, Łódź, 2010;
- Kotka na gorącym blaszanym dachu – Tennessee Williams, Teatr im. Stefana Jaracza, Łódź, 2010.
- Espresso – Lucia Frangione, Teatr Powszechny im. Zygmunta Hübnera, Warszawa, 2011;
- Barbelo, o psach i dzieciach – Biljana Srbljanović, Teatr Bagatela, Kraków, 2011;
- Oblężenie – Jewgienij Griszkowiec, Teatr Bagatela, Kraków, 2011;
- Roberto Zucco – Bernard-Marie Koltès, Teatr Studyjny, Łódź, 2012;
- Jajo węża – Ingmar Bergman, Teatr im. Stefana Jaracza, Łódź, 2012.
- Bóg mordu –  Yasmina Reza, Teatr 6. Piętro, Warszawa, 2012.
- Dwoje biednych Rumunów mówiących po polsku – Dorota Masłowska, Teatr Studyjny, Łódź, 2013;
- Martwa natura w rowie – Fausto Paravidino, Teatr Dramatyczny, Warszawa, 2013;
- V.I.P. – Stig Larsson, Teatr Bagatela, Kraków, 2013;
- Trzy siostry – Antoni Czechow, Teatr Dramatyczny, Warszawa, 2014;
- Tato – Artur Pałyga, Teatr Bagatela, Kraków, 2014;
- Ich czworo – Gabriela Zapolska, Teatr im. Stefana Jaracza, Łódź, 2014;
- Wzrusz moje serce – Hanoch Levin, Teatr Dramatyczny, Warszawa, 2015;
- Płomień żądzy – Hanoch Levin, Teatr Bagatela, Kraków, 2015;

## Nagrody
- 2002 – VIII Ogólnopolski Konkurs na Wystawienie Polskiej Sztuki Współczesnej – wyróżnienie za reżyserię spektaklu „Powrót”;
- 2004 – II Ogólnopolski Przegląd Monodramu Współczesnego w Starej ProchOFFni w Warszawie – wyróżnienie dla monodramu „Jednocześnie”;
- 2004 – XIII Międzynarodowy Festiwal Teatralny „Zderzenie” w Kłodzku – Grand Prix dla monodramu „Jednocześnie”;
- 2004 – XXXIII Festiwalu Monodramu WROSTJA – Grand Prix dla monodramu „Jednocześnie”;
- 2005 – XXXV Jeleniogórskie Spotkania Teatralne w Jeleniej Górze – Nagroda Publiczności dla spektaklu „Czerwone Nosy”;
- 2006 – VIII Feliksy Warszawskie – nominacja w kategorii reżyseria za spektakl „Dotyk”;
- 2006 – XII Ogólnopolski Konkurs na Wystawienie Polskiej Sztuki Współczesnej – nagroda za reżyserię spektaklu „Dotyk”;
- 2007 – VI Festiwalu Prapremier w Bydgoszczy – Nagroda Dziennikarzy dla spektaklu „Osaczeni”;
- 2007 – XXXVII Jeleniogórskie Spotkania Teatralne w Jeleniej Górze – III nagroda w plebiscycie publiczności dla spektaklu „Osaczeni”;
- 2008 – VIII Festiwal Dramaturgii Współczesnej Rzeczywistość Przedstawiona w Zabrzu – Grand Prix i Nagroda Publiczności dla spektaklu „Osaczeni”;
- 2009 – III Wiosenny Festiwal Teatralny w Bielsku-Białej – Złoty Notes za spektakl „Osaczeni”;
- 2010 – XXVIII Festiwal Szkół Teatralnych w Łodzi – Nagroda Zespołowa dla spektaklu „Plastelina”;
- 2015 – XXI Ogólnopolski Konkurs na Wystawienie Polskiej Sztuki Współczesnej – Nagroda za reżyserię spektaklu „Tato”;
- 2015 – X Festiwal Polskich Sztuk Współczesnych R@port w Gdyni – Nagroda Publiczności dla spektaklu „Tato”;
- 2015 – XIX Ogólnopolski Festiwal Komedii Talia w Tarnowie – Grand Prix dla spektaklu „Tato” oraz nagroda za reżyserię;
- 2015 – XV Festiwal Dramaturgii Współczesnej Rzeczywistość Przedstawiona w Zabrzu – Nagroda za reżyserię spektaklu „Tato”;
- 2015 – Klasyka Żywa – Nagroda za reżyserię spektaklu „Ich czworo”;
- 2015 – Złota Maska, nagroda łódzkich dziennikarzy za najlepszy spektakl w sezonie 2014/2015 za spektakl „Ich czworo”;
- 2023 – Nagroda im. Tadeusza Boya-Żeleńskiego za osiągnięcia w sztuce reżyserii, ze szczególnym uwzględnieniem inscenizacji klasyki[3].

## Odznaczenia
- Srebrny Medal „Zasłużony Kulturze Gloria Artis” – 2024[4]